# Відкритий чемпіонат Франції з тенісу 1996
Відкритий чемпіонат Франції з тенісу 1996  — тенісний турнір, що проходив на відкритому повітрі на ґрунтових кортах Стад Ролан Гаррос у Парижі з 27 травня по 9 червня 1996 року. Це був 95 Відкритий чемпіонат Франції, другий турнір Великого шолома в календарному році. 

## Огляд подій
Томас Мустер, минулорічний чемпіон, поступився в четвертому колі Міхаелю Штіху, який програв у фіналі Євгену Кафельнікову. Кафельніков став першим росіянином, якому підкорився титул Великого шолома. Він виграв також парний турнір із чехом Даніелем Вацеком. Одночасну перемогу в одиночному й парному чоловічому розрядах раніше здобував тільки австралієць Кен Роузволл. 
У жіночому одиночному розряді Штеффі Граф відстояла свій  титул. Вона стала чемпіонкою Франції вп'яте й здобула свій 19-ий титул Великого шолома. 
Переможця парного жіночого турніру Лінзі Девенпорт виграла свій перший парний титул Великого шолома, її партнерка, Мері Джо Фернандес уже перемагала у Вімблдонському турнірі 1991 року. 
Патрісія Тарабіні та Хав'єр Франа виграли мікст уперше. 

## Результати фінальних матчів

### Дорослі
| Одиночний розряд. Чоловіки          |                                 |                         |
| Євген Кафельніков                   | Міхаель Штіх                    | 7–6(7-4), 7–5, 7–6(7-4) |
|                                     |                                 |                         |
| Одиночний розряд. Жінки             |                                 |                         |
| Штеффі Граф                         | Аранча Санчес Вікаріо           | 6–3, 6–7(4-7), 10–8     |
|                                     |                                 |                         |
| Парний розряд. Чоловіки             |                                 |                         |
| Євген Кафельніков Даніель Вацек     | Гі Форже Якоб Гласек            | 6–2, 6–3                |
|                                     |                                 |                         |
| Парний розряд. Жінки                |                                 |                         |
| Ліндсі Девенпорт Мері Джо Фернандес | Джиджі Фернандес Наташа Звєрєва | 6–2, 6–1                |
|                                     |                                 |                         |
| Мікст                               |                                 |                         |
| Патрісія Тарабіні Хав'єр Франа      | Ніколь Арендт Люк Дженсен       | 6–2, 6–2                |
|                                     |                                 |                         |

### Юніори
| Одиночний розряд. Хлопці      |                                  |               |
| Альберто Мартін               | Б'єрн Ренквіст                   | 6–3, 7–6      |
|                               |                                  |               |
| Одиночний розряд. Дівчата     |                                  |               |
| Амелі Моресмо                 | Меган Шонессі                    | 6–0, 6–4      |
|                               |                                  |               |
| Парний розряд. Хлопці         |                                  |               |
| Себастьян Грожан Олів'є Мютіс | Ян-Ральф Брандт Даніель Елснер   | 6–2, 6–3      |
|                               |                                  |               |
| Парний розряд. Дівчата        |                                  |               |
| Аліче Канепа Джулія Касоні    | Анна Курникова Людміла Вармужова | 6–2, 5–7, 7–5 |
|                               |                                  |               |